# Degen 1103
Degen 1103 – radioodbiornik klasy odbiorników światowych produkcji chińskiej firmy Degen International. Zapewnia odbiór na falach długich, średnich, krótkich oraz UKF a także w modulacji SSB. Umożliwia odbiór na antenie ferrytowej, teleskopowej oraz zewnętrznej.

## Opis
Odbiornik zaopatrzony jest w dwie skale - cyfrową i pseudoanalogową. Odbiór UKF stereo tylko na słuchawkach; możliwy jest "wąski odbiór" stereo po włączeniu filtru. Radio nie jest wyposażone w możliwość odbioru RDS. Wybór stacji odbywa się przez dostrojenie ręczne lub wpisanie częstotliwości na klawiaturze cyfrowej. Możliwe jest zachowywanie stacji w pamięci - 268 możliwości, ponumerowanych w systemie szesnastkowym. Możliwy jest odbiór stacji nadających w systemie SSB i dokładne dostrojenie stacji precyzerem. Odbiór fal krótkich w paśmie ciągłym od 3 do 30 MHz. Radio używa podwójnej przemiany częstotliwości i PLL.
Odbiornik popularny jest zwłaszcza wśród początkowych nasłuchowców i uzyskuje od nich wysokie oceny, również ze względu na stosunek ceny do jakości. Wśród wad odbiornika wymienia się słabą czułość na falach długich, mało intuicyjną obsługę, brak dedykowanego pokrętła regulacji głośności, niepotrzebną i za dużą skalę pseudoanalogową.